# Жовтис, Александр Лазаревич
Алекса́ндр Ла́заревич Жо́втис (5 апреля 1923, Винница — 9 ноября 1999, Алма-Ата) — советский и казахстанский писатель, литературовед, переводчик, педагог. 
Доктор филологических наук, профессор Алма-Атинского университета им. Абая. 
Член международного ПЕН-клуба.

## Биография
Родился в семье адвоката Лазаря Борисовича (Лейзера Боруховича) Жовтиса (1894—?) и его жены Розалии Исааковны (Розы Ицковны) Жовтис (в девичестве Марьяновской, 1894—?), заключивших брак в Одессе 6 сентября 1918 года. После начала войны вместе с родителями эвакуировался сначала в Курск, затем в Казахской ССР.
Окончил отделение журналистики филфака КазГУ (1946). Работал журналистом в газете «Ленинская смена». С 1947 по 1971 год (с перерывом 1951 - 1953) преподавал в КазГУ.
В 1971 году в Павлодаре был арестован, а потом и осужден на 3 года лишения свободы по статье 170-1 УК КазССР («распространение заведомо ложных измышлений, порочащих государственный строй») доцент филологического факультета Павлодарского педагогического института Наум Шафер, контактировавший с московскими авторами политического самиздата. Следователям КГБ удалось добиться от Шафера показаний на тех, с кем он обменивался самиздатом не только в Москве, но и в Алма-Ате, после чего у некоторых из них, в том числе и у Александра Жовтиса, были произведены обыски. Жовтис был уволен с из КазГУ и лишь через семь лет был допущен к преподаванию.
С 1978 года преподавал в Алма-Атинском педагогическом институте.
В 1954 году защитил кандидатскую диссертацию:
- «Емельян Пугачев» В. Я. Шишкова: отбор и творческое использование исторического материала : диссертация … кандидата филологических наук : 10.00.00. — Алма-Ата, 1954. — 430 с.

В 1975 году защитил докторскую диссертацию:
- Проблема свободного стиха и эволюция стиховых форм: диссертация … доктора филологических наук : 10.01.08. — Алма-Ата, 1974. — 445 с. : ил.

Переводчик корейской классической поэзии (с подстрочников).
Автор научных исследований в области теории поэтической речи, перевода и стиховедения. 
Статьи Жовтиса печатались в журналах «Известия АН СССР. Серия литературы и языка», «Вопросы литературы», «Русская литература», «Вопросы  языкознания»,  «Литературная  учёба»,  в казахстанском  журнале  «Простор».  
Выступал с докладами на международных конгрессах по проблемам поэтики в Лос-Анджелесе (1987), Лейдене (1988), Нови Сад (1989), Осаке (1990).
Подготовил 26 кандидатов наук, 10 из которых впоследствии стали докторами наук.

## Сочинения
- Стихи нужны… [Текст] : Статьи. — Алма-Ата : Жазушы, 1968. — 270 с. : ил.; 17 см.
- Багульник в степи : стихи корейских поэтов Казахстана / перевод А. Жовтиса ; иллюстратор Б. Жаппаров. - Алма-Ата : Жазушы, 1973. - 96 с. : ил.; 16 см.
- Луна в реке [Текст] : [Сборник] / Стихотворные пер. Александра Жовтиса ; [Худож. Э. Мартекс]. - Алма-Ата : Жазушы, 1975. - 183 с. : ил.; 17 см.
- На свете красивей нет... [Текст] : Из каз. нар. песен : [Сборник] / Пер., [сост. и примеч.] А. Жовтиса ; [Худож. А. Смагулов]. - Алма-Ата : Жазушы, 1979. - 150 с. : ил.; 8 см.
- В дороге : Стихи / Кан Тайсу; Пер. с корейск. А. Жовтиса. - Алма-Ата : Жазушы, 1981. - 55 с.; 16 см.
- Цветы зимы : Стихи и поэма / Ким Кванхен; Пер. с кор. А. Жовтиса. - Алма-Ата : Жазушы, 1982. - 47 с. : ил.; 20*11 см.
- Отражения [Текст] / Пер. Александр Жовтис. - Москва : Наука, 1987. - 273, [2] с. : ил.; 16 см. - (Из поэзии востока).
- Огонек : Стихи / Ен Сеннен; [Пер. с кор. А. Жовтиса; Худож. В. Ким]. - Алма-Ата : Жазушы, 1988. - 59,[2] с. : ил.; 17 см.
- Эхо : стихотворные переводы / Александр Жовтис. — Алма-Ата : Жазушы, 1983. — 310 с. : ил.; 21 см.
- Непридуманные анекдоты : Из сов. прошлого / Александр Жовтис. — Москва : ИЦ-Гарант, 1995. — 152 с.; 20 см; ISBN 5-900241-22-X
- Избранные статьи [Текст] : [Электронный ресурс]. — 2-е издание, стереотипное. — Москва : ФЛИНТА, 2017. — 391 с.; см.; ISBN 978-5-9765-3354-7